# Anagrapha norma
Anagrapha norma är en fjärilsart som beskrevs av Jacob Hübner 1821. Anagrapha norma ingår i släktet Anagrapha och familjen nattflyn. Inga underarter finns listade i Catalogue of Life.